# ベゾアール

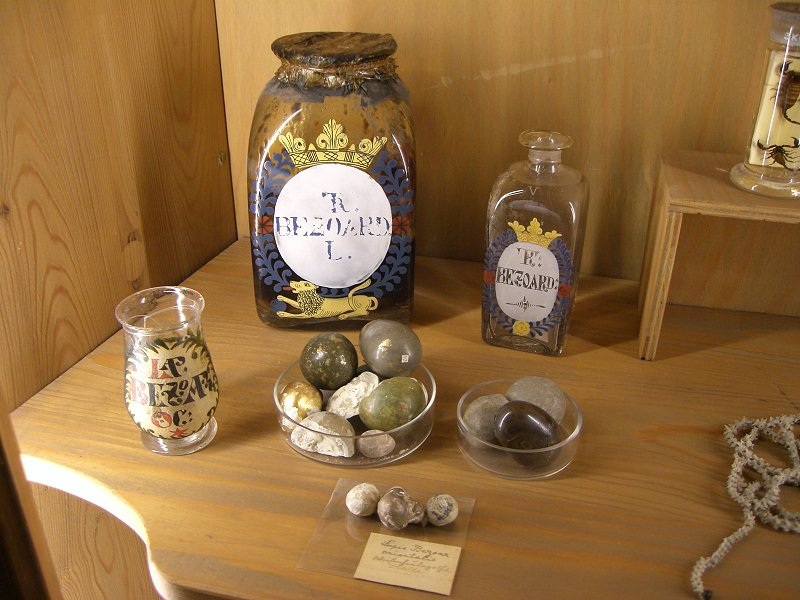
魔法的な癒しの効果を持つ石とされ、高価な物と考えられていた。

ベゾアール（英語：Bezoar、ベゾアール石）とは、消化器などで見つかる結石である。
また、pseudobezoar （偽ベゾアール石）とは、消化器に意図的に入れられた消化し難い物質である。17世紀のイギリスの詐欺事件Chandelor v Lopus（英語版）を扱った裁判記録では100ポンド(現在価値で約200万円)で取引されたとあるように、非常に高価な物として認識され偽物も数多く出回った。

## 語源
ペルシャ語で解毒を意味する pād-zahr (پادزهر) を由来とする。

## 種類
- 毛髪胃石 - 毛などからなるもの
- 植物胃石 - 植物性の物からのもの
- 薬物胃石 - 薬物からなるもの
- 乳胃石

など
場所
小児や老人など消化器の働きが弱い者や、馬の食道、大腸、気管など
ネコなどの消化器の毛玉

## 歴史
毒に浸せば何でも解毒すると考えられていたが、1575年のフランスで罪人に飲ませたところ苦しんで死んだことから、なんにでも効くものではないと判明した。
スクリップス海洋研究所の研究で、ある種のベゾアールがヒ素の毒（ヒ酸塩、三酸化二ヒ素）を無毒化することが判明した。